# Berserker
Als Berserker wird in mittelalterlichen skandinavischen Quellen ein im Rausch kämpfender Mensch bezeichnet, der keine Schmerzen oder Wunden wahrnimmt. Über diese Art von Kriegern, die auf der Seite verschiedener germanischer Stämme kämpften, berichten auch römische Quellen in der Kaiserzeit. Sie werden dort aber nicht als „Berserker“ bezeichnet, sondern tragen andere Bezeichnungen.

## Etymologie
Berserker ist ein altnordisches Kompositum. Der zweite Teil serkr wird einhellig als „Hemd, Harnisch“ gedeutet. Die Volksetymologie hält ber für einen Bären (obwohl dies altnordisch bjorn lautet), die Gelehrten hingegen für "bar, bloß" (engl. bare) "jemand, der ohne Rüstung kämpft".
Alexander Jóhannesson schreibt dazu: „berserkr […] zum Adjektiv berr nudus, vgl. Andrésson 1683: miles, qui sine armis, lorica balea &c. pugnat, auch Bj. Halld. (1814): indusio tantum non lorica indutus. Vgl. auch Snorri: fóru brynjulausir.“ Manche halten die „Kampfraserei“, berseksgangr (lateinisch  furor  germanicus), für eine Manifestation der nordischen Sagen über Werwölfe, statt an ein Rauschmittel wie etwa bei den orientalischen Assassinen zu denken.

## Erste Erwähnungen
Das Wort Berserker tritt zum ersten Mal in der Haraldskvæði (Strophe 8), einem Preisgedicht des Skalden Þorbjörn hornklofi (um 872) über die Entscheidungsschlacht Harald Hårfagres am Hafrsfjord, auf:
| grenjuðu berserkir, guðr vas á sinnum, emjuðu Ulfheðnar ok ísörn dúðu. | es brüllten die Berserker, der Kampf kam in Gang es heulten die Wolfpelze und schüttelten die Eisen. |

Es ist bislang unbestritten, dass hier ekstatisch schreiende Krieger in Wolfsfellen gemeint sind. Aus dem Parallelismus schließen viele Forscher, dass es sich bei den Berserkern nicht um Nackte, sondern um „Krieger des Bären“ gehandelt habe. Fraglich ist allerdings, ob die Berserker mit den Kriegern im Wolfspelz gleichgesetzt werden können.
Aus den Strophen 20, 21 des Haraldskvæði ist zu entnehmen, dass die Berserker prinzipiell in der ersten Reihe jeder Schlachtordnung und dort auch ohne Rücksicht auf Verluste kämpften. Allerdings werden sie in den Schlachtberichten auffallend selten erwähnt. Klaus von See hat wahrscheinlich gedacht, dass die Strophen 13–23 eine Hinzufügung aus dem Anfang des 12. Jahrhunderts sind, so dass nur die oben erwähnte Strophe aus dem 9. Jahrhundert stammt. 250 Jahre vergingen, bis das Wort „Berserker“ wieder in der Literatur erwähnt wird. Daraus schließt Klaus von See, dass es sich nicht um einen feststehenden zeitgenössischen Begriff gehandelt habe, sondern um eine Wortschöpfung des Dichters Þorbjörn hornklofi, wobei dieser die sonst in der skandinavischen Literatur nicht vorkommende Wortverbindung mit „ber-“ aus deutschen Vorlagen übernommen habe, und fügt zum Beleg zwei weitere Wortverbindungen mit „ber-“ „ber-harð“ (bärenhart) und „ber-fjall“ (Bärenfell, nicht, wie zu erwarten, „Bärenfelsen“) von Þorbjörn an, die dieser dem deutschen Sprachschatz entlehnt habe. Das Wort „berserkr“ wird erst im 12. Jahrhundert allgemein gebräuchlich.
Die Tierkrieger traten oft in geschlossenen Gruppen auf, wie in der oben zitierten Schilderung der Schlacht am Hafrsfjord. Die Sagas berichten übereinstimmend, dass die Berserker am Bug des Schiffes, also dem gefährlichsten Platz beim Kampf, aufgestellt gewesen seien. Sie galten als königliche Elitetruppe. Ihre Zahl wird in der Regel mit zwölf angegeben. Aber es ist falsch, die Berserker nur als „Elitekrieger“ zu bezeichnen. Vielmehr sind Berserker Menschen mit besonderen Eigenschaften, die in den Quellen mal als Elitekrieger, mal als Gefolgsleute mächtiger Herrscher, mal als gefährliche Verbrecher, auch als Briganten und auch als Zauberer auftreten. Sie kommen in vornehmsten Geschlechtern vor, sind aber auch familienlose Waldmenschen.
In einer Stelle in der Vatnsdœla saga unterhalten sich die Brüder Þorsteinn und Þorir über die Rangfolge der Brüder.

„Þórir kvaðst minnst háttar af þeim ‚fyrir það að á mig kemur berserksgangur jafnan þá er eg vildi síst og vildi eg bróðir að þú gerðir að.‘ ‚Því er eg hér kominn að eg hefi spurt að Þorgrímur frændi vor hefir látið bera út barn sitt af orðum konu sinnar og er það illa gert. Þykir mér og með stórum meinum að þú ert eigi í öðli þínu sem aðrir menn.‘“

„Thorir sagte, er sei der geringste von ihnen – ‚denn über mich kommt der Berserkergang immer gerade dann, wenn ich es am wenigsten will, und ich wünschte, Bruder, du tätest etwas dagegen.‘ ‚Ich bin hergekommen, weil ich gehört habe, dass unser Vetter Thorgrim sein Kind um der Worte seines Weibes willen hat aussetzen lassen; und das ist sehr unrecht. Es deucht mich auch ein großer Schade, dass du nicht in der Fülle deiner Gesundheit stehst wie andere Männer.‘“

Aber diese Erkrankung unterscheidet sich deutlich von der Raserei im Kampf, die ja willentlich herbeigeführt wurde.
In den frühen Erwähnungen ist von den unkontrollierbaren Tobsuchtsanfällen, die der Wissenschaft Rätsel aufgeben, nicht die Rede. Tierfelle und der Kampfschrei waren nichts Ungewöhnliches für damalige Kampfsituationen.

## Der „Berserkergang“ seit der Christianisierung
Nach der Durchsetzung des Christentums um 1025 gab es keine Berserker mehr. Im isländischen Christenrecht von 1122 (Kap. 7 der Grágás) wird es verboten, sich in Berserkerwut zu versetzen, wobei nicht sicher ist, dass damit der literarisch bezeugte Berserkergang oder nicht nur einfach ein Tobsuchtsanfall gemeint ist. In den norwegischen Christenrechten dieser Zeit werden Berserker nicht mehr erwähnt. Beides deutet darauf hin, dass diese Kampfesweise zu dieser Zeit, wenn auch regional unterschiedlich, bereits im Schwinden begriffen oder bereits verschwunden war.
Danach entstehen zwei Traditionsstränge: Der eine nennt besonders tapfere Krieger Berserker, ohne ihnen besondere Eigenschaften beizumessen, der andere beginnt, sie zu menschlichen Bestien zu stilisieren. Gemeinsam ist beiden Strängen, dass die Verfasser keine eigene Anschauung von Berserkern hatten und auch keine lebenden Zeugen, die Berserker selbst erlebt hatten, kannten. Die Berserker waren nur noch vom Hörensagen bekannt.
Zum ersten Traditionsstrang gehört die erst um 1320 verfasste Grettis saga. Sie hält bereits besonders tapfere Männer für „Berserker“. Denn sie hält im Gegensatz zu allen älteren Berichten bei der Schilderung der Schlacht am Hafrsfjord bereits den Anführer der Gegner Haralds für einen Berserker, obgleich Berserker nirgends als Führungspersönlichkeiten auftreten: 

„Haraldur konungur lagði að skipi Þóris haklangs því að Þórir var hinn mesti berserkur og fullhugi. […] Þá hét konungur á berserki sína til framgöngu. Þeir voru kallaðir úlfhéðnar en á þá bitu engi járn. En er þeir geystust fram þá hélst ekki við.“

„König Harald stellte sein Schiff Thorir gegenüber, denn Thorir war ein großer Berserker und ein tapferer Mann. […] Endlich befahl der König seinen Berserkern anzugreifen; sie wurden „Wolfshäuter“ genannt; kein Eisen biss sie, und wo sie vorstürmten, hielt niemand stand.“

Dass Thorir fiel, obgleich er Berserker war, störte den Verfasser nicht, was zeigt, dass die Unverwundbarkeit den Berserkern nicht überall zugeschrieben wurde.

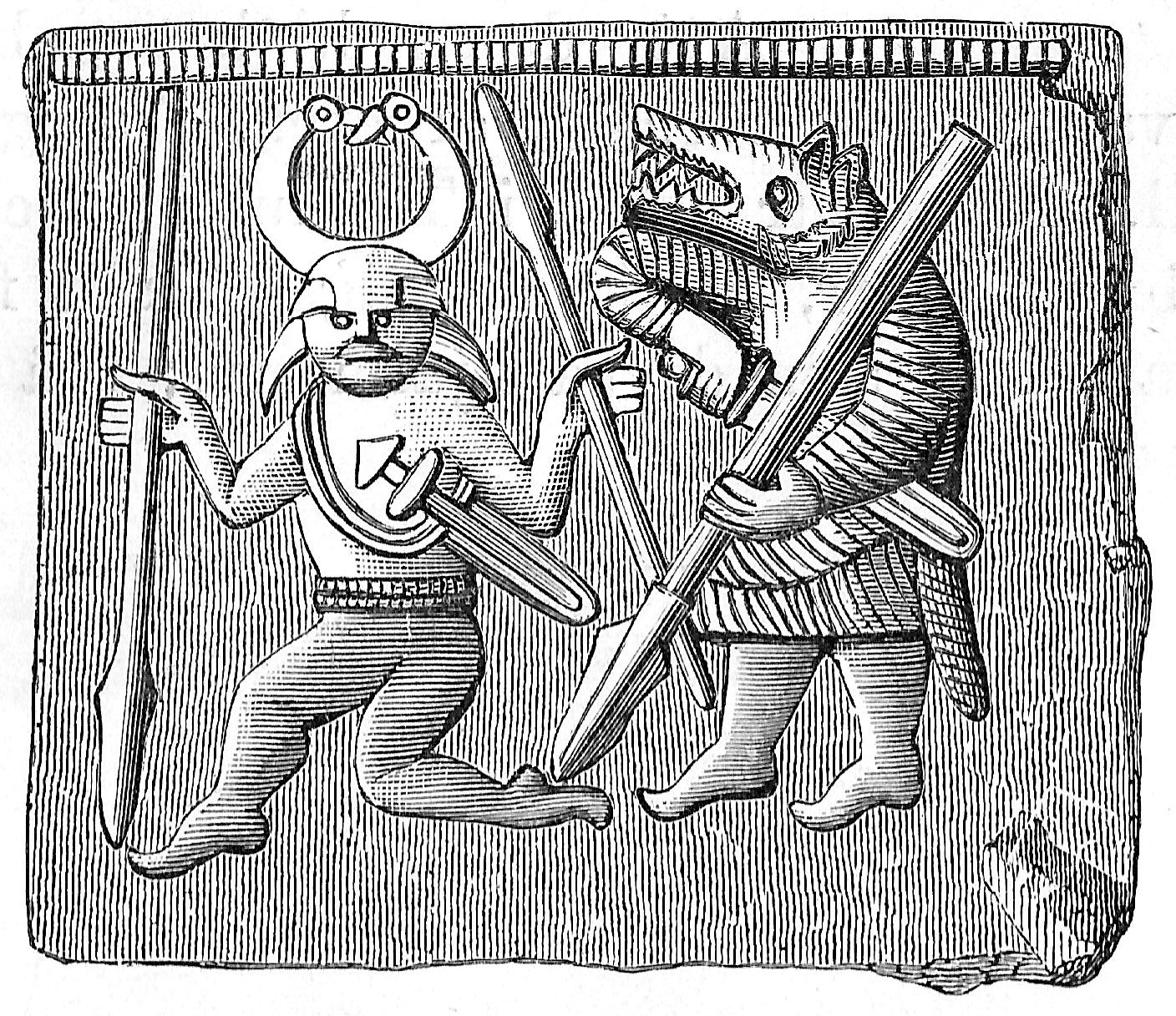
Zeichnung einer der in Torslunda (Öland) gefundenen Plaketten aus der Vendelzeit

Auch sonst ist die Form des Kampfes in Tierverkleidung überliefert. So ist auf einer Bronzeplakette aus dem 6./7. Jahrhundert, die in Torslunda gefunden wurde, ein Krieger mit Tiermaske abgebildet. Und in der Vatnsdœla saga heißt es über die Schlacht am Hafrsfjord: 

„Þá var með honum Rögnvaldur af Mæri og margir aðrir stórir höfðingjar og þeir berserkir er úlfhéðnar voru kallaðir. Þeir höfðu vargstakka fyrir brynjur og vörðu framstafn á konungsskipinu …“

„… da stand bei ihm Rögnvald von Möre und viele andere große Häuptlinge, dazu Berserker, die Wolfspelze genannt wurden; sie trugen Wolfsfelle statt der Brünnen und schirmten den Bug des Königsschiffes.“

Die Saga wurde zwischen 1260 und 1280 verfasst, weshalb der Verfasser den „Berserker“ seinen Lesern erläutern muss, wobei offenbleibt, ob er nicht verschiedene Elitekämpfer dabei vermengt hat.
Eine Gruppe von Berserkern galt als fähig, das Schlachtenglück zu wenden. Durch ihr rücksichtsloses Vorgehen und das den Überlieferungen zufolge stark reduzierte bis vollkommen neutralisierte Schmerzempfinden konnten sie entscheidende, aber auch für beide Seiten blutige Manöver durchführen.
In der Hrólf-Krakis-Saga ist viel von Berserkern, die neben dem König sitzen, die Rede. Doch in dieser späten Geschichte aus dem 14. Jahrhundert sind die Berserker längst nicht mehr unverwundbar und verfügen auch sonst nicht mehr über ungewöhnliche Fähigkeiten. In der Geschichte von Halfdan, dem Schützling der Brana, werden die Begriffe „Berserker“ und „Wikinger“ sogar synonym gebraucht.
Die Stilisierung der Berserker als menschliche Bestien findet ihren frühesten literarischen Niederschlag bei Saxo Grammaticus. Der später lebende Snorri Sturluson steht in einigen Texten in der gleichen Tradition.

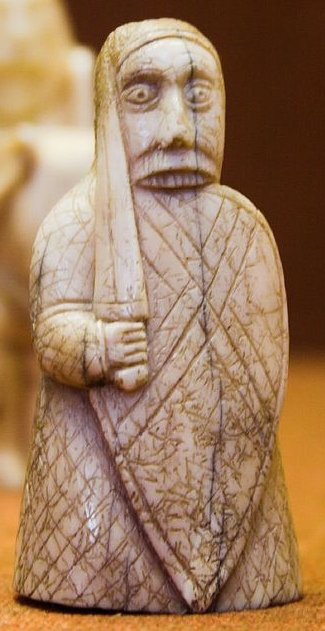
Eine der auf den Hebriden gefundenen Lewis-Schachfiguren zeigt einen Berserker, der in seinen Schild beißt.

Dem Berserker wurden nunmehr besondere Eigenschaften beigemessen: Er war unempfindlich gegen Feuer, und Eisenschwerter verwundeten ihn nicht. Die Berserkerwut begann mit Zittern, Kälte am Kopf und Zähneklappern (offenbar so ähnlich wie Schüttelfrost), manchmal schwoll der Kopf an, und die Gesichtsfarbe veränderte sich, dem folgte lautes Brüllen und das Beißen in den Schild. Es wird erwogen, ob dieses Beißen in den Schild vielleicht magische Bedeutung hatte. Näsström weist auf eine Strophe in der Havamál hin, die Odin spricht:
| Þat kann ek it ellifta: ef ek skal til orrostu leiða langvini, und randir ek gel, en þeir með ríki fara heilir hildar til, heilir hildi frá, koma þeir heilir hvaðan. | Ein elftes kann ich, wenn alte Freunde ins Gefecht ich führen soll: in die Schilde sing ich’s, so ziehn sie siegreich heil in den Kampf, heil aus dem Kampf, bleiben heil, wohin sie ziehen. |

Das Brüllen war die Aufheizphase für den Berserkergang.

„Dieser Sigvald hatte sieben Söhne, die so sehr von der Zauberei beschlagen waren, dass sie oft in einem plötzlichen Anfall von Raserei fürchterliches Brüllen ausstießen, in ihre Schilde bissen, glühende Kohlen schluckten und quer über das Feuer sprangen. Und wenn das einmal ausgebrochen war, gab es keine andere Möglichkeit, deren Wahn zu stoppen, als dass man sie entweder überwand und fesselte, oder sie erhielten eine Möglichkeit, ihren Blutdurst zu stillen. Entweder war es ihre wilde Natur oder es war eine Geisteskrankheit, die diese fürchterliche Raserei in ihnen erzeugte.“

und

„In dieser Zeit kam ein Mann namens Hartben aus Hälsingland. Er betrachtete es als große Tat, Königstöchter zu entführen und zu vergewaltigen, und er pflegte jeden zu töten, der ihn an seinen erotischen Abenteuern zu hindern versuchte. Er zog die hochgeborenen den schlichteren vor und meinte selbst, dass er ein umso größerer Mann sei, je vornehmere Frauen ihm gelang zu vergewaltigen. Und niemand kam ungestraft davon, der behauptete, er könne sich mit ihm an Tapferkeit messen. So kampfstark war er, dass er ganze neun Ellen in der Höhe maß. Er hatte 12 Kämpfer bei sich, die die Aufgabe hatten, ihn jedes mal in Ketten zu legen, um seine unlenkbare Wildheit einzudämmen, wenn er von dieser Raserei ergriffen wurde, angekündigt durch Schrammen. Diese forderten Halfdan heraus, Mann gegen Mann, Hartben und seine Kämpfer zu treffen; und er (Halfdan) versprach nicht nur, gegen ihn zu kämpfen, sondern kündigten in ungemein selbstsicheren Wendungen an, dass er gewinnen werde. Als Hartben das hörte, wurde er augenblicklich von seiner Wut befallen: rasend biss er die ganze Spitze seines Schildes ab und hielt sich nicht zurück, eine glühende Kohle zu schlucken: Er ergriff das glühende Kohlenstück mit dem Mund und ließ es sogleich in sein Inneres gleiten, lief quer durch lebensgefährlich flammendes Feuer und wurde am Schluss so vollständig Berserker, dass er in seiner Raserei sein Schwert gegen sechs seiner eigenen Mannen richtete. Ob dieser Wahnsinn von seiner Kampflust oder einer angeborenen Wildheit herrührte, kann man nicht sagen. Danach wandte er sich gegen Halfdan mit seiner Kampftruppe hinter sich. Aber Halfdan zerschmetterte ihn mit seiner gewaltigen Keule und nahm ihm Sieg und Leben, und so kam er dazu, für seine Handlungen zu bezahlen, nicht nur gegen Halfdan, den er herausgefordert hatte, sondern auch gegen die Könige, deren Kinder er geraubt hatte.“

Später bezeichnete der Begriff „Berserker“ also Männer, die im Kampf der sogenannten „Schlachtenraserei“ anheimfielen, was auch als Blutrausch beschrieben werden kann. Derartige Krieger galten anfänglich als geliebte Söhne der Götter, vor allem Odins. Dessen Selbstopfer in der Hávamál wird auch als „archetypische Proto-Initiation in einen Männerbund“ interpretiert, woraus dann auch abgeleitet wird, dass es Berserkerbünde gegeben habe. Ein quellengestützter Nachweis lässt sich dazu nicht anführen.
Snorri Sturluson schrieb später als Saxo Grammaticus. Man vermutet, dass er die Egils saga geschrieben hat. Die Egils saga beginnt mit den Worten:

„Úlfur hét maður, sonur Bjálfa og Hallberu, dóttur Úlfs hins óarga. Hún var systir Hallbjarnar hálftrölls í Hrafnistu, föður Ketils hængs. Úlfur var maður svo mikill og sterkur, að eigi voru hans jafningjar, en er hann var á unga aldri, lá hann í víkingu og herjaði. Með honum var í félagsskap sá maður, er kallaður var Berðlu-Kári, göfugur maður og hinn mesti afreksmaður að afli og áræði; hann var berserkur. Þeir Úlfur áttu einn sjóð báðir, og var með þeim hin kærsta vinátta.“

„Ulf hieß ein Mann, Sohn des Bjalfi und der Hallbera, der Tochter von Ulf dem Beherzten. Sie war die Schwester von Hallbjörn Halbtroll in Rabenhorst, Hetil Hakenlachsens Vater. Ulf war so groß und stark, dass er nicht seines gleichen hatte. In seiner Jugend war er als Wiking auf Heerfahrten. Sein Gefährte auf diesen hieß Berdla-Kari, ein vornehmer durch Kraft und Mut hervorragender Mann. Er war Berserker. Er und Ulf lebten aus einem Beutel, und es herrschte zwischen ihnen die treueste Freundschaft.“

Während hier die Berserkereigenschaft der Vornehmheit und der Freundschaft nicht im Wege steht, wird der Berserker Ljot negativ geschildert und sein Berserkeranfall beim Holmgang beschrieben: 

„Þá gekk Gyða að Agli og mælti: "Eg mun segja þér, Egill, tíðindi þau, sem hér eru með oss. Maður heitir Ljótur hinn bleiki; hann er berserkur og hólmgöngumaður; hann er óþokkasæll. Hann kom hér og bað dóttur minnar, en vér svöruðum skjótt og synjuðum honum ráðsins; síðan skoraði hann til hólmgöngu á Friðgeir, son minn […] Nú kom þar Ljótur með lið sitt; bjóst hann þá til hólmgöngu; hann hafði skjöld og sverð; Ljótur var allmikill maður og sterklegur. Og er hann gekk fram á völlinn að hólmstaðnum, þá kom á hann berserksgangur, tók hann þá að grenja illilega og beit í skjöld sinn.“

„Da ging Gyda zu Egill und sprach: ‚Ich werde dir mitteilen Egil, wie es hier mit uns steht. Ein Mann heißt Ljot der Bleiche. Er ist Berserker und Holmgangsmann. Kein Mensch liebt ihn. Er kam hierher und freite meine Tochter, wir aber antworteten kurz und weigerten die Verlobung. Darauf forderte er Fridgeir, meinen Sohn, zum Holmgang heraus.‘ […] Jetzt kam Ljot mit seinem Gefolge dorthin. Er rüstete sich zum Zweikampf. Er trug Schild und Schwert. Ljot war ein sehr starker und kräftiger Mann. Als er nun auf dem Platze um Holmgange vortrat, kam die Berserkerwut über ihn. Er fing an, bösartig zu heulen und biss in seinen Schild.“

Nach dem Abklingen des Anfalls soll es zu einem Schwächeanfall, der sogar zum Tode habe führen können, gekommen sein. Auf diesen Verlaufstypus eines Berserkergangs nimmt Egils saga im 27. Kapitel explizit Bezug, als der genannte (Kveld-)Ulf, Egils Großvater, zusammen mit seinem Sohn Skala-Grimm (Egils Vater) die schlafende Mannschaft Hallvarads in „Berserkerwut“ erschlägt. Ulf ermattet, legt sich auf sein Lager, wird krank, gibt Anweisungen für den Fall seines Todes und stirbt bald darauf, während der gemeinsamen Fahrt zur Landnahme auf Island.
Während in den frühen Sagas die Berserker im Holmgang von kampferprobten Männern besiegt wurden, treten in Handlungsabläufen der christlichen Zeit Bischöfe in den Vordergrund, die den Berserkern entgegentreten und ihnen ihre Unbesiegbarkeit nehmen. Alle, die Zeuge dieses Vorgangs sind, lassen sich anschließend taufen. Der Kampf wird durch das Wunder abgelöst.

## „Berserkergang“ ohne Brünne
Snorri schilderte in seiner Heimskringla, in der Yinglinga saga Kap. 6  die Berserker so:

„Óðinn kunni svá gera, at í orrostum urðu úvinir hans blindir eða daufir eða óttafullir, en vápn þeirra bitu eigi heldr en vendir; en hans menn fóru brynjulausir ok váru galnir sem hundar eða vargar, bitu í skjöldu sína, váru sterkir sem birnir eða griðungar; þeir drápu mannfólkit, en hvártki eldr né járn orti á þá. Þat er kallaðr berserksgangr.“

„Aber seine [Odins] eigenen Mannen gingen ohne Brünnen, und sie waren wild wie Hunde oder Wölfe. Sie bissen in ihre Schilde und waren stark wie Bären oder Stiere. Sie erschlugen das Menschenvolk, und weder Feuer noch Stahl konnte ihnen etwas anhaben. Man nannte dies Berserkergang.“

Hier ist bereits deutlich die Mythenbildung zu erkennen.
Das Abwerfen der Brünne vor dem Kampf ist noch für Håkon den Guten (935–961) bezeugt. Angesichts der Tatsache, dass der Kampf mit Pfeilschüssen eröffnet wurde, ist diese Schilderung allerdings zweifelhaft. Es könnte sich auch um einen literarischen Topos zur Schilderung des königlichen Kampfesmutes handeln.
Dass Krieger ohne Brünne in den Kampf zogen, ist auch anderweitig bezeugt. Allerdings wird aus der Schilderung in der Germania, die Germanen hätten kaum Eisen, selten Schwerter oder Lanzen, geschlossen, dass hier weniger Tapferkeit als vielmehr schlichter Ausrüstungsmangel der Grund war, zumal man gerne die Rüstungen besiegter Römer nahm. Überhaupt gilt die Darstellung nackter Germanenkrieger als überholt. Man sei im Rahmen der Möglichkeiten sehr wohl bestrebt gewesen, sich Rüstungen und Waffen der Römer zu beschaffen.

## Geschlecht
In der erzählenden Literatur gibt es ausschließlich männliche Berserker. Doch nach der Edda gab es auch weibliche Berserker:
| Þórr kvað: „Brúðir berserkja barðak í Hléseyju; þær höfðu verst unnit, vélta þjóð alla.“ Hárbarðr kvað: „Klæki vanntu þá, Þórr, er þú á konum barðir.“ Þórr kvað: „Vargynjur þat váru, en varla konur.“ | Thor sprach: Berserkerbräute bändigt’ ich auf Hlesey: Das Ärgste hatten sie getrieben, betrogen alles Volk. Harbard sagte: Unrühmlich tatest du, Thor dass du Weiber tötetest. Thor sprach: Wölfinnen waren es, Weiber kaum. |

Klaus von See meint, dass es sich dabei einfach um Riesinnen gehandelt habe und nicht um weibliche Berserker.
In den spätnordischen Quellen werden Berserker nur noch negativ dargestellt: Es handelt sich um Männer, die streitsüchtig waren und sich nicht an Gesetz und Gefolgschaftsregeln hielten. Die Anwendung von „Berserk“ für Auseinandersetzungen in Friedenszeiten scheint untersagt gewesen zu sein. In den späteren Sagas werden immer wieder Berserker oder Berserkergruppen erwähnt, die auf Bauernhöfen erschienen und den Bauern Geld und Frauen abpressten. Sie galten als vom Teufel besessen und verloren ihre Berserkereigenschaften daher mit der Taufe. Man stellte sich vor, dass die Berserker im Wesentlichen aus dem Osten kamen, dem schwedischen Uppland, Gästrikland und Hälsingland, aber auch Russland, wo auch sonst Riesen und Trolle angesiedelt waren. Uppland ist als am längsten heidnisch geblieben das häufigste Herkunftsgebiet. In der Edda kommt dies im so genannten Gróttasöngr zum Ausdruck, wo die Riesinnen von sich sagen:
| En vit síðan á Svíþjóðu framvísar tvær í folk stigum, beiddum björnu, en brutum skjöldu, gengum í gögnum gráserkjat lið. | Dann schritten wir im Schwedenland kundig der Zukunft, ins Kriegerfolk, zwangen Bären, brachen Schilde, gingen entgegen der Graupanzerschar. |

Näsström hält die „Bären“ für ein Metonym für Berserker, so dass der Dichter die Riesinnen, die Bären-Berserker und die mit grauen Brünnen Gepanzerten in Schweden angesiedelt habe.

## Moderne Deutungen

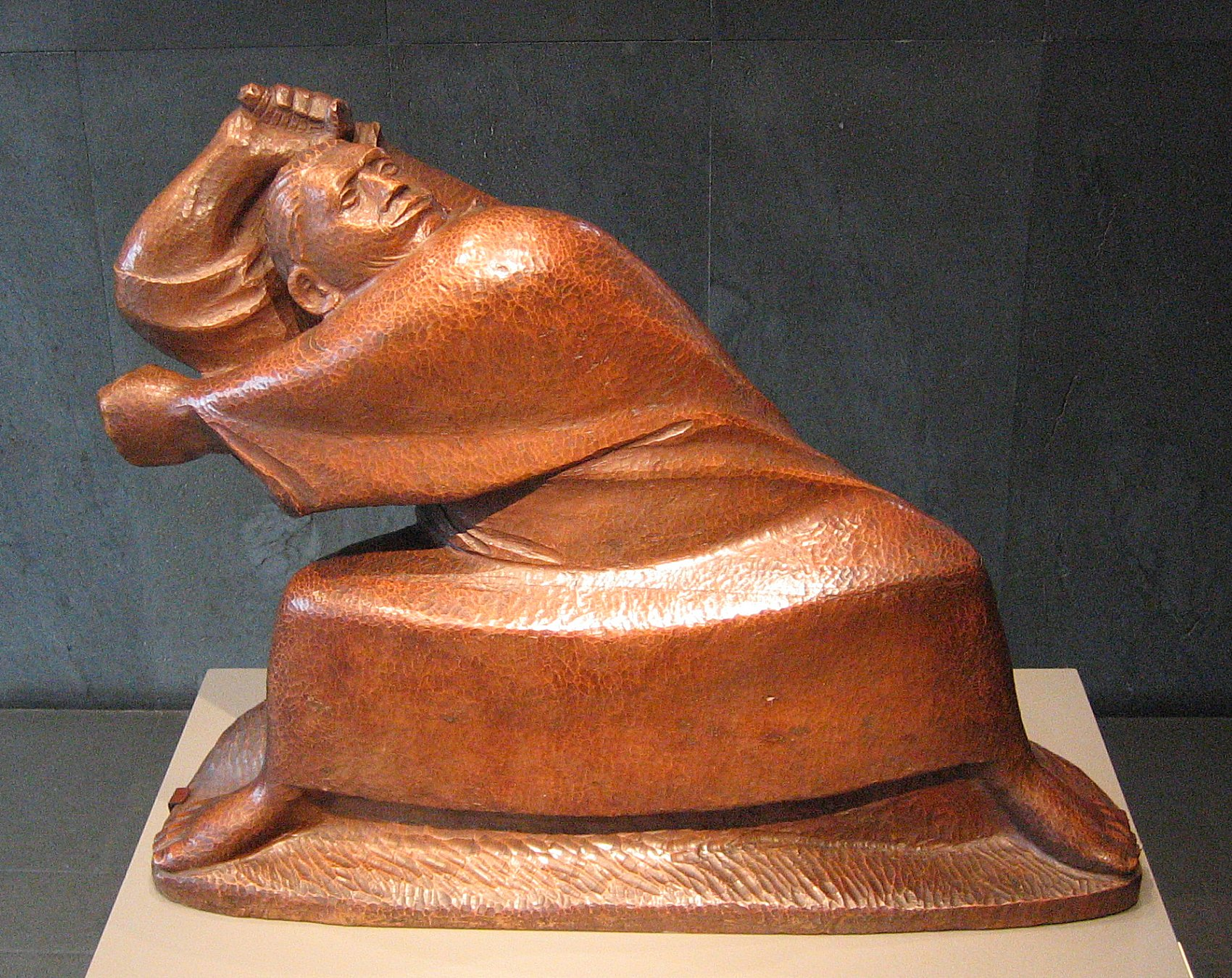
Ernst Barlach: Der Berserker, 1910

Die Schilderungen der Tobsuchtsanfälle der Berserker bei Saxo Grammaticus und Snorri regten viele zu Erklärungsversuchen an.
Als erster entwickelte Samuel Lorenzo Ödman, ein Theologe an der Universität Uppsala, die Theorie, der Berserkergang sei auf die Einnahme von Fliegenpilzen zurückzuführen. Dabei ließ er sich von Nachrichten über den Gebrauch des Fliegenpilzes bei den Schamanen Sibiriens leiten, ohne dass er selbst Beobachtungen über die Wirkungsweise des Fliegenpilzes angestellt hatte. Jedoch führt das Muskarin-Syndrom nicht zur Erhöhung der Kampfkraft. Außerdem ist die in Fliegenpilzen enthaltene Menge an Muskarin zu gering, um ein solches Syndrom hervorzurufen. Die primären Toxine Muscimol und Ibotensäure wirken sedativ und halluzinogen, nicht antriebssteigernd oder analgetisch. Die Theorie wird nicht mehr vertreten.
Als man aus dem Mutterkorn das LSD isolierte, kam auch das Mutterkorn als Verursacher vorübergehend in die Diskussion.
Später wurde auch Sumpfporst als Zutat zum Bier zur Wikingerzeit erwogen (Grutbier). Sandermann, der wohl als erster diese Pflanze in der Literatur erörterte, stellt in seinem Aufsatz Berserkerwut durch Sumpfporst-Bier die Frage, warum bei einer so weiten Verbreitung des Bieres nur so wenige Personen als Berserker überliefert sind. An anderer Stelle meint Rätsch, es gebe nur eine Substanz, die wirklich aggressiv mache, das sei der Alkohol.
Es ist keine wissenschaftliche Untersuchung bekannt, die Substanzen von Pflanzen, die in Skandinavien vorkommen, als Auslöser der geschilderten Berserkerwut-Anfälle wahrscheinlich gemacht hat.
In der skandinavischen Medizingeschichte wird der Berserkergang überwiegend als psychopathisches Phänomen gesehen, verbunden vielleicht mit einer gewissen Veranlagung.
So wird der Verknüpfung der Berserker mit den Wolfsmenschen in den Quellen größere Aufmerksamkeit geschenkt und mit dem Begriff der Lykanthropie verbunden. Auch die „heilige Raserei“ als klassischer Initiationsritus wurde erwogen.
Høyersten hält die beschriebenen Phänomene für eine dissoziative Trance, eine Autohypnose. Das Beißen in den Schild, manchmal in Gruppen, sei das die Selbstsuggestion auslösende Initiationsritual. Das klinische Bild solcher Selbstsuggestion beinhalte die eingeschränkte Wahrnehmung der Umgebung mit herabgesetzter Schmerzempfindlichkeit und gesteigerter Muskelkraft. Kritisches Denken und allgemeine Hemmungen würden abgeschwächt. Diesem Zustand folge eine psychische Entladung in Form von Müdigkeit, Ermattung, oft gefolgt von Schlaf.
Einer endgültigen Klärung steht im Wege, dass die Nachrichten über den Berserkergang erst zu einer Zeit abgefasst wurden, als es schon seit Generationen keine Berserker mehr gab. Es handelt sich also nicht um unmittelbare Augenzeugenberichte über die Tobsuchtsanfälle. Keine dieser Theorien hat daher bei den Historikern bislang Anklang gefunden.